# Statue-menhir de Couffignet
La statue-menhir de Couffignet est une statue-menhir appartenant au groupe rouergat découverte à La Salvetat-sur-Agout, dans le département de l'Hérault en France.

## Description
La statue a été découverte en 2004 par Daniel Escande au cours d'un labour près du hameau de Couffignet à proximité du col d'Empy. Elle a été gravée sur une grande dalle en granite d'origine locale mesurant 2,21 m de hauteur sur  1 m de largeur et 0,25 m d'épaisseur.
La statue a été découverte en bon état. Seule la face antérieure est gravée. C'est une statue masculine. Le visage est rectangulaire, les yeux sont représentés mais pas le nez. Les autres caractères anthropomorphes sont les bras, les mains, les jambes et les pieds. Les mains et les pieds ne comportent que quatre doigts chacun. Le personnage porte une ceinture avec boucle, un baudrier avec « l'objet ». La statue se singularise par la présence de deux traits courbes, verticaux, partant de chaque côté du visage et s'achevant au niveau de la ceinture, tels une écharpe.
La statue est  conservée au musée de Saint-Pons-de-Thomières.